# Prima Torre
La Guaita, conosciuta anche come la Rocca o semplicemente la Prima Torre, è la maggiore nonché la più antica delle tre rocche che dominano la Città di San Marino.
La parola Guaita, tuttora presente nel dialetto locale significa "fare la guardia" e deriva probabilmente dal tedesco "Weite" (spazio o largo).
Dopo l'ultimo restauro del 1930, è stata resa accessibile ai visitatori.

## Storia e descrizione
La Guaita è la più antica delle tre torri di San Marino e si ipotizza che fosse questo, all'incirca nell'anno Mille, il rifugio dei primi abitanti.
Numerosi interventi di restauro e rinforzo modificarono la struttura della Torre (1475, 1481, 1502, 1549, 1615, 1623) tuttavia senza toglierne la primitiva rozzezza.
Il nucleo centrale della torre fu un posto di guardia e rifugio dei primi abitatori del Monte Titano e risale all'undicesimo secolo.

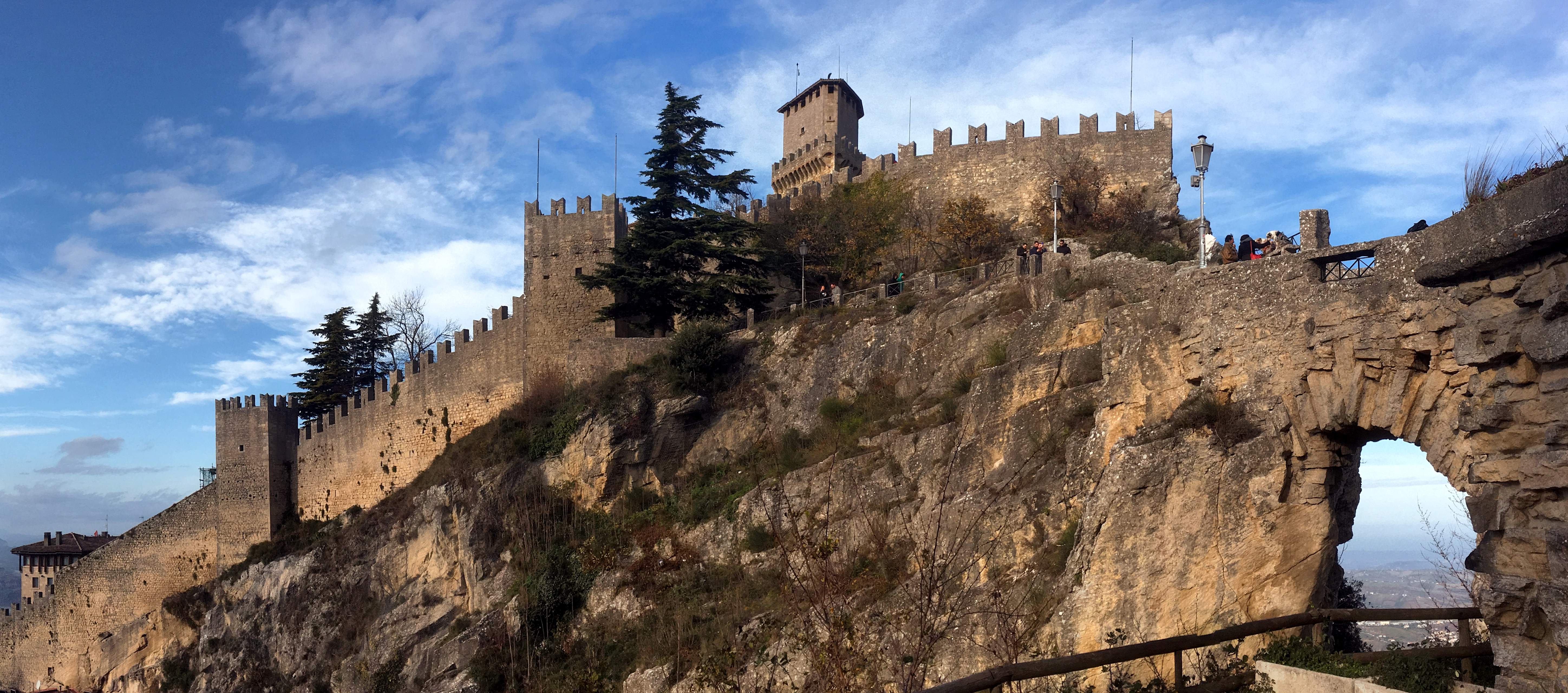
Cinta muraria esterna a difesa della fortezza Guaita (Prima Torre)

Due cinte murarie difensive proteggono la torre:
- La cinta esterna, coronata da merlature e rafforzata da torrioni angolari, faceva già parte del primo girone di mura costruito a difesa della città
- La cinta interna è invece la più antica. Accessibile tramite un ingresso sopraelevato, rinchiude in sé la Torre Campanaria, la Torre della Penna e gli alloggiamenti delle legioni, tramutati in seguito in carceri.

La torre ha pianta pentagonale e non ha fondazioni in quanto poggia direttamente sulla roccia del monte.
Uno stemma barocco della Repubblica, trasportato dal vecchio Palazzo Pubblico, orna la porta d'ingresso mentre nel cortile ospita alcuni pezzi di artiglieria, due mortai donati dal re Vittorio Emanuele II e due cannoni con i quali la Guardia di Rocca spara a salve durante i giorni di festa, dono di Vittorio Emanuele III.

## Cappella di Santa Barbara
Un piccolo altare del torrione sud era dedicato a Santa Barbara, protettrice degli artiglieri, mentre l'attuale chiesa, costruita a ridosso delle mura esterne, è opera del 1960.
Si tratta di un piccolo edificio, caratterizzato da forme semplici, con una lunetta duecentesca a ornamento della porta, proveniente da una chiesa del Castello di Serravalle.
Un altare di pietra porta l'effigie in bronzo della Santa, con sei candelabri a forma di torri, realizzati nel 1979 dallo scultore fiorentino Bino Bini.

## Torre campanaria

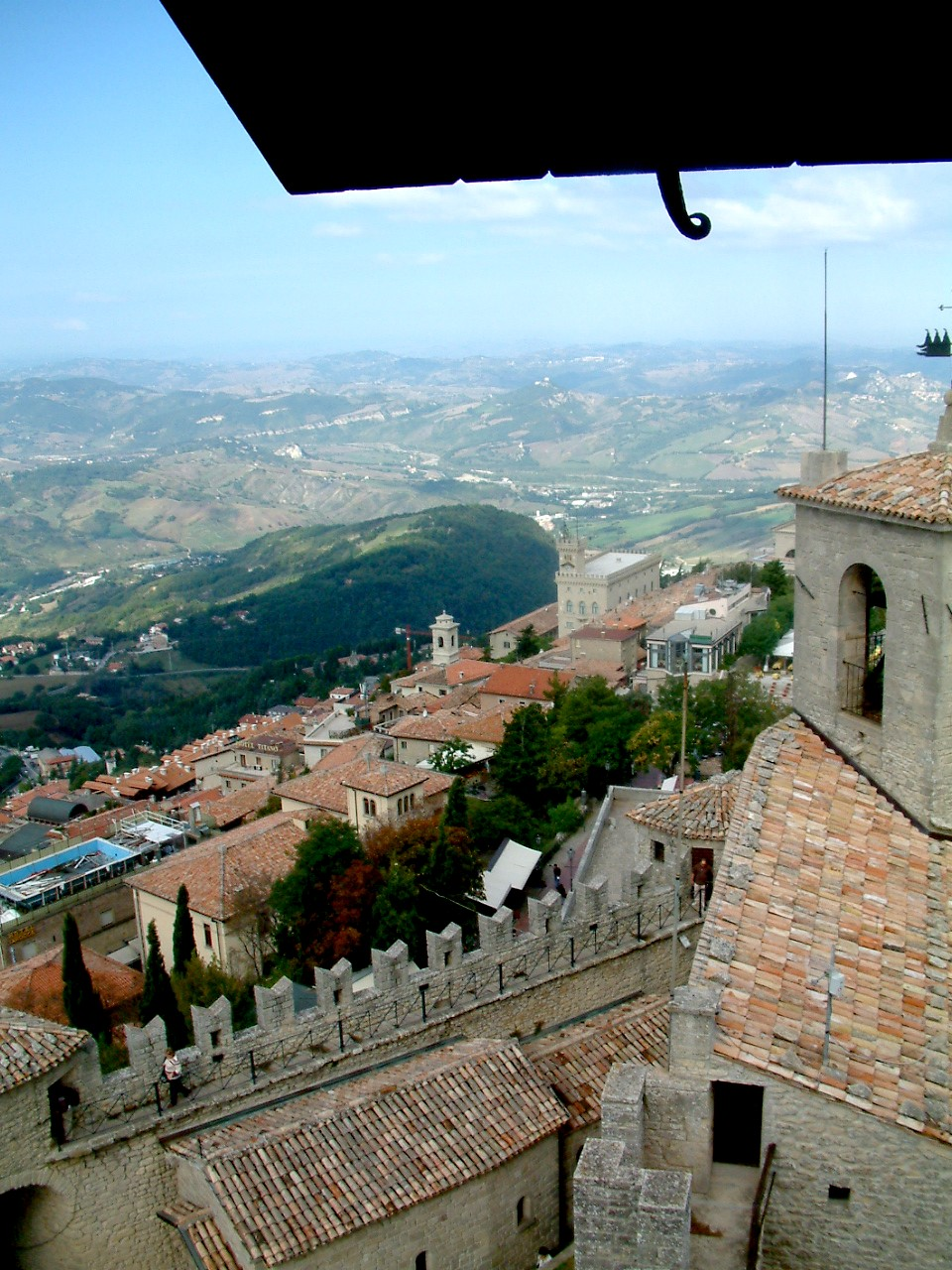
Vista dalla Torre

La torre, che, con il suo "Campanone", durante i secoli passati richiamava i cittadini alla difesa del paese nei momenti di pericolo, è stata costruita probabilmente nel XVI secolo.
Oggi il "Campanone" ricorda solamente le principali ricorrenze civili e religiose della Repubblica di San Marino.
Dall'alto del campanile è possibile ammirare l'intera città, le montagne dell'Appennino romagnolo ed i castelli vicini, come quello di Verucchio.

## Torre della Penna
Si tratta di una ricostruzione della metà del XV secolo dell'antica torre di guardia.
Dall'alto della torre si possono ammirare le mura della Seconda Torre, la pianura che si protende fino all'Adriatico, i rilievi appenninici e il Monte Carpegna.

## Le prigioni
I locali che costituivano gli alloggiamenti delle guarnigioni furono usati dalla metà del XVIII secolo fino al 1959 come carceri.
Nelle celle della prigione venivano ospitati coloro che dovevano scontare pene non superiori ai sei mesi mentre per pene superiori era previsto il trasferimento nelle carceri italiane.
Dal 1959 il carcere è stato spostato nel Carcere dei Cappuccini a Città.

## Curiosità
La Guaita è raffigurata sulle monete euro sammarinesi da cinque centesimi della prima serie.